# Star Control
Star Control: Famous Battles of the Ur-Quan Conflict, Volume IV ou simplesmente Star Control é um jogo eletrônico de ficção científica desenvolvido pela Toys for Bob e publicado pela Accolade em 1990. Foi originalmente lançado para Amiga e MS-DOS em 1990 , seguido por portas para o Sega Mega Drive/Genesis , Amstrad CPC , Commodore 64 e ZX Spectrum em 1991. O jogo foi um sucesso comercial e de crítica, e é lembrado como um dos melhores jogos de todos os tempos, bem como a base para a sequência altamente elogiada. Duas sequências foram lançadas, Star Control II em 1992 (e o remake de código aberto gratuito The Ur-Quan Masters em 2002) e Star Control 3 em 1996.